# Hydraena kasyi
Hydraena kasyi är en skalbaggsart som beskrevs av Manfred A. Jäch 1992. Hydraena kasyi ingår i släktet Hydraena och familjen vattenbrynsbaggar. Inga underarter finns listade i Catalogue of Life.